# クロイドン・アスレティックFC
クロイドン・アスレティック・フットボールクラブ（Croydon Athletic Football Club）はイングランド、ロンドン、クロイドンを本拠地とするサッカークラブチームである。2010-2011シーズンはイスミアンリーグ・プレミアディヴィジョン（7部相当）に所属。

## 歴史
1986年にワンズワースFC（創設年不詳、1901年にロンドンリーグに参加 Wandsworth FC ）とノーウッドFC（創設年不詳 Norwood FC）が合併したことにより、ワンズワース＆ノーウッドFCとして創立された。1990年になって現在のクロイドン・アスレティックに名称を変更した。

## タイトル

### 国内タイトル
- スパルタンリーグ:1回

1994-1995
- イスミアンリーグ・ディヴィジョン3:1回

2001-2002

### 国際タイトル
- なし